# Octava real

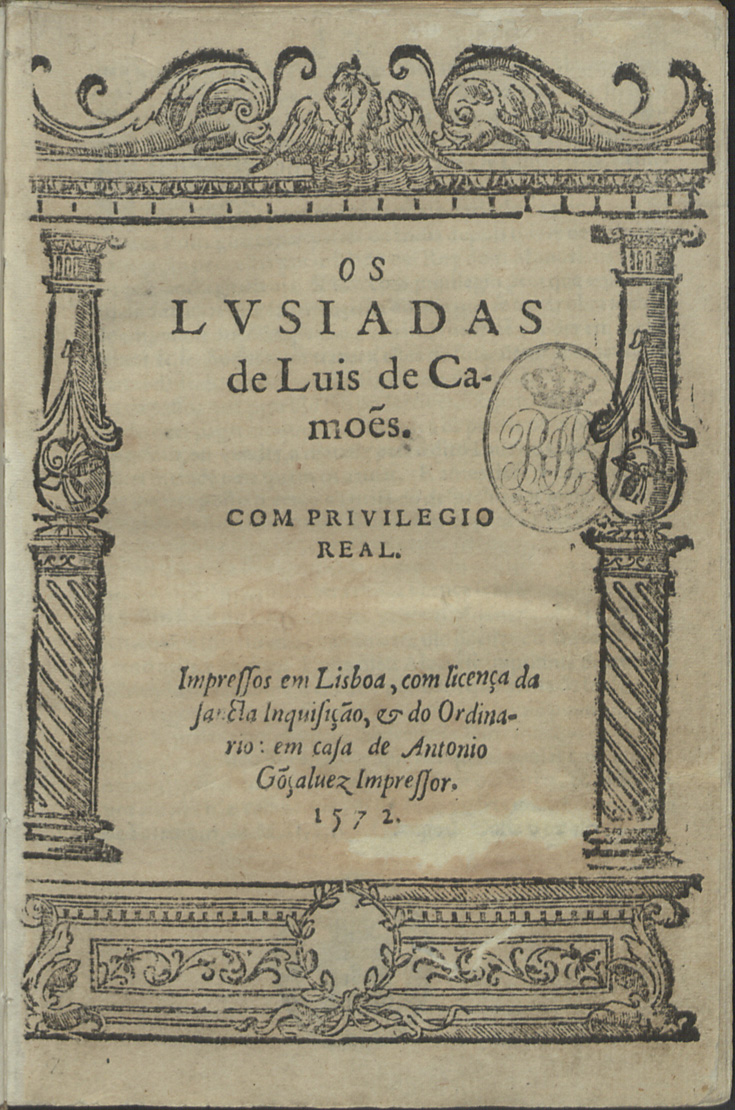
Os Lusiadas, epopeya de Luís de Camões, publicada en 1572.

La octava real es una famosa estrofa, propia del Renacimiento, de ocho versos endecasílabos (once sílabas) con rima consonante y el siguiente esquema de rimas: 11A 11B 11A 11B 11A 11B 11C 11C.
El primer registro que se tiene de esta estrofa es de una obra de Giovanni Boccaccio y, aunque al principio se utilizó con fines líricos, en ese mismo siglo ya se constituyó en vehículo ideal y exclusivo para largos poemas narrativos de épica culta desde que los grandes escritores épicos del Renacimiento italiano lo utilizaran en sus obras (Matteo Maria Boiardo en su Orlando Innamorato, Ludovico Ariosto en Orlando Furioso y Torquato Tasso en Jerusalén liberada). Este uso sería imitado en español por Alonso de Ercilla en La Araucana.

## Ejemplos
Chile, fértil provincia y señalada
en la región antártica famosa,
de remotas naciones respetada
por fuerte, principal y poderosa;
la gente que produce es tan granada,
tan soberbia, gallarda y belicosa,
que no ha sido por rey jamás regida
ni a estranjero dominio sometida.
La Araucana de Alonso de Ercilla.

El estandarte ved que en Ceriñola
el gran Gonzalo desplegó triunfante,
la noble enseña ilustre y española
que al indio domeñó y al mar de Atlante; 
regio pendón que al aire se tremola
don de cristina, enseña relumbrante,
verla podremos en la lid reñida
rasgada sí, pero jamás vencida.
Octava Real de José de Espronceda.